# 1975-ös Formula–1 olasz nagydíj
Az olasz nagydíj volt az 1975-ös Formula–1 világbajnokság tizenharmadik futama.

## Futam
| Helyezés | #  | Versenyző          | Csapat/Motor    | Körök | Idő/Kiesés oka | Rajthely | Pontszám |
| -------- | -- | ------------------ | --------------- | ----- | -------------- | -------- | -------- |
| 1        | 11 | Clay Regazzoni     | Ferrari         | 52    | 1:22:42,6      | 2        | 9        |
| 2        | 1  | Emerson Fittipaldi | McLaren-Ford    | 52    | + 16,6         | 3        | 6        |
| 3        | 12 | Niki Lauda         | Ferrari         | 52    | + 23,2         | 1        | 4        |
| 4        | 7  | Carlos Reutemann   | Brabham-Ford    | 52    | + 55,1         | 7        | 3        |
| 5        | 24 | James Hunt         | Hesketh-Ford    | 52    | + 57,1         | 8        | 2        |
| 6        | 16 | Tom Pryce          | Shadow-Ford     | 52    | + 1:15,9       | 14       | 1        |
| 7        | 4  | Patrick Depailler  | Tyrrell-Ford    | 51    | + 1 kör        | 12       |          |
| 8        | 3  | Jody Scheckter     | Tyrrell-Ford    | 51    | + 1 kör        | 4        |          |
| 9        | 34 | Harald Ertl        | Hesketh-Ford    | 51    | + 1 kör        | 17       |          |
| 10       | 25 | Brett Lunger       | Hesketh-Ford    | 50    | + 2 kör        | 21       |          |
| 11       | 30 | Arturo Merzario    | Fittipaldi-Ford | 48    | + 4 kör        | 26       |          |
| 12       | 32 | Chris Amon         | Ensign-Ford     | 48    | + 4 kör        | 19       |          |
| 13       | 6  | Jim Crawford       | Lotus-Ford      | 46    | + 6 kör        | 25       |          |
| 14       | 20 | Renzo Zorzi        | Williams-Ford   | 46    | + 6 kör        | 22       |          |
| Kiesett  | 17 | Jean-Pierre Jarier | Shadow-Matra    | 32    | Benzinpumpa    | 13       |          |
| Kiesett  | 29 | Lella Lombardi     | March-Ford      | 21    | Baleset        | 24       |          |
| Kiesett  | 10 | Hans-Joachim Stuck | March-Ford      | 15    | Baleset        | 16       |          |
| Kiesett  | 21 | Jacques Laffite    | Williams-Ford   | 7     | Váltó          | 18       |          |
| Kiesett  | 8  | Carlos Pace        | Brabham-Ford    | 6     | Karburátor     | 10       |          |
| Kiesett  | 22 | Rolf Stommelen     | Hill-Ford       | 3     | Baleset        | 23       |          |
| Kiesett  | 2  | Jochen Mass        | McLaren-Ford    | 2     | Baleset        | 5        |          |
| Kiesett  | 5  | Ronnie Peterson    | Lotus-Ford      | 1     | Motorhiba      | 11       |          |
| Kiesett  | 23 | Tony Brise         | Hill-Ford       | 1     | Baleset        | 6        |          |
| Kiesett  | 27 | Mario Andretti     | Parnelli-Ford   | 1     | Baleset        | 15       |          |
| Kiesett  | 9  | Vittorio Brambilla | March-Ford      | 1     | Kuplung        | 9        |          |
| Kiesett  | 14 | Bob Evans          | BRM             | 0     | Elektronika    | 20       |          |
| NK       | 31 | Roelof Wunderink   | Ensign-Ford     |       |                |          |          |
| NK       | 35 | Tony Trimmer       | Maki-Ford       |       |                |          |          |

## Statisztikák
Vezető helyen:
- Clay Regazzoni: 52 (1-52)

Clay Regazzoni 3. győzelme, 10. leggyorsabb köre, Niki Lauda 17. pole-pozíciója.
- Ferrari 57. győzelme.